# شيو يونغ هو
شيو يونغ هو (بالصينية: 胡秀英) (و. 22 فبراير 1910- 22 مايو 2012) أو هو شايينغ، هي عالم نبات صينية، كانت خبيرة في العديد من أصناف النباتات، ومنها: الجينسينغ، زنبق النهار والبهشية (الإيلكس). درست هونغ يو العديد من الفصائل النباتية كالفصيلة السحلبية، الفصيلة النجمية أو المركبة، الفصيلة الخبازية، بالإضافة إلى دراستها للنباتات الطبية الصينية والنباتات الغذائية. أطلق عليها زملاؤها لقب (هولّي هو) نسبة إلى عملها الدؤوب في دراسة نبات الإيلكس.

## حياتها
ولدت هو لعائلة مزارعة تعيش في قرية صينية قريبة من تشوشو في مقاطعة جيانغسو، حصلت على بكالوريوس في علم الأحياء من كلية النبات بجينلينغ (أصبحت الآن جزءًا من جامعة نانجينغ العادية) وماجستير في علم الأحياء من جامعة لنغنان (الآن هي جزء من جامعة سان يات سين). في 1946، سافرت هو إلى الولايات المتحدة الأمريكية للحصول على درجة الدكتوراة في علم النبات من كلية رادكليف وكان المشرف عليها إلمر درو ميريل. في عام 1949 كانت هو أول امرأة صينية تحصل على درجة الدكتوراة في علم النبات من جامعة هارفارد.
بعد حصولها على درجة الدكتوراة، عملت هو كعالمة أبحاث في مشتل أرنولد. في عام 1968، شغلت منصب كبير المحاضرين في قسم علم الأحياء في الجامعة الصينية في هونغ كونغ وبقيت كذلك حتى تقاعدها في 1975 . وحتى بعد تقاعدها، واصلت هو إجراء الأبحاث لكل من الجامعة الصينية للأعشاب في هونغ كونغ وجامعة هارفارد للأعشاب. وعلى مدار حياتها المهنية، أنتجت أكثر من 160 رسالة أكاديمية، وجمعت أكثر من 30000 عينة، ونشرت موسوعة الغذاء الصينية التي تضم 800 صفحة.

## أغنية الشجرة
ينسب جون ويليامز الفضل الكبير إلى هو في عمله «أغنية الشجرة للكمان والأوركسترا». الحركة الأولى للعمل كانت بعنوان (دكتور هو والميتاسكويا)  ووصف التجربة التالية في مذكرته في العرض الأول في عام 2000:
«أثناء التنزه، توقفنا عرضًا أمام شجرة كبيرة لم أكن أنظر إليها عن كثب بما يكفي للتعرف عليها على الفور (يقصد الشجرة) إأوضحت الدكتورة هو أن هذه الشجرة كانت أقدم ميتاسكويا في أمريكا الشمالية وأنها زرعت في أواخر الأربعينيات باستخدام البذور التي أحضرتها معها من الصين. لقد صدمت بسبب هذه المصادفة، وعندما أخبرتها بالصدفة عن شجرتي الميتاسكويا في الحديقة العامة، أخبرتني أن الشجرة الصغرى التي أحببتها كثيرًا كانت أيضًا واحدة من أطفالها».

## الجوائز
- 1992: جائزة شيو يينغ هو جين تاو.[6]

- 2001: برونزية بوهينيا ستار.
- 2002: زمالة جامعة هونغ كونغ الصينية الفخرية.
- 2003: «صينيون بارزون» في قصص النجاح من إنتاج RTHK.
- 2010: حصلت على لقب واحد من أفضل عشرة قلوب محبة لهونغ كونغ من ATV Home .[4]

## موتها
في 22 مايو 2012، توفيت هو عن عمر يناهز 102 عامًا بسبب الفشل الكلوي الناجم عن الالتهاب الرئوي في مستشفى أمير ويلز في هونغ كونغ.

## وصلات خارجية
- Condolences on death of Hu, cuhk.edu.hk; accessed 26 January 2015.
- Profile, huh.harvard.edu; accessed 26 January 2015.
- Profile, boston.com; accessed 26 January 2015.